# Thomas Crawford
Pour les articles homonymes, voir Crawford.
Thomas Gibson Crawford, né le 22 mars 1814 et mort le 10 octobre 1857, est un sculpteur américain.
Il est surtout connu pour ses nombreuses contributions artistiques au Capitole des États-Unis.